# 閔宗德
閔宗德（1577年—1629年），字景宗，號紉弦，浙江湖州府烏程縣織里鎮晟舍人，軍籍，祖籍山東兗州府濟寧州，明朝政治人物。

## 生平
萬曆三十一年（1603年）癸卯科浙江鄉試第二十三名舉人，三十五年（1607年）中式丁未科會試第十九名，二甲第五名進士。授刑部主事，升員外郎、郎中。三十九年（1611年）出為河南汝寧府知府，四十三年（1615年）六月升廣東按察司副使、兵備南韶，四十八年（1620年）改河南布政使司參政，天啟元年（1621年）八月升山西按察使、兵備昌平，二年（1622年）五月改兵備薊州，三年（1623年）二月升廣東右布政使，改湖廣右布政使，以母老乞歸養，未赴任。六年（1626年）返朝，以原官補湖廣承天道，崇禎元年（1628年）轉湖廣左布政使。二年（1629年）卒于官，年五十三，贈太僕寺卿，崇祀名宦。

## 家族
曾祖閔如霖，號午塘，南京禮部尚書，兼翰林院侍讀學士，贈太子太保；祖父閔道孚，號肖塘，官生，贈光祿寺署正；父閔世譽，號晟山，刑部郎中。母毛氏。慈侍下。兄閔光德（監生）、閔晉德。
子三：闵燧、闵皋、闵肃。閔肅，字同生，号白于，崇祯癸酉浙江乡试举人，登癸未进士，历官福建按察使司佥事，分巡福兴泉兵备道。

## 引用
- 朱國禎《湖廣左布政纫絃閔公墓志铭》

1. ↑  《萬曆三十五年丁未科進士履歷便覽》：閔宗德，纫弦，诗一房，甲申八月十五日生。慈侍下。乌程人，癸卯鄉試二十三名，会试十九名，三甲五名。礼部政，丁未授刑部河南司主事，戊申江北恤刑，庚戌升员外，本年升郎中，辛亥升汝宁知府，乙卯升廣東副使，己未升河南參政，辛酉升昌平道兵备按察使，壬戌調蓟州，癸亥升湖廣右布政，丙寅補湖廣右布政，戊辰升左布政，己巳卒。
2. ↑  《吳興閔氏宗譜》